# Ґути (Соколовський повіт)
Ґути (пол. Guty) — село в Польщі, у гміні Косув-Ляцький Соколовського повіту Мазовецького воєводства.
Населення — 227 осіб (2011).
У 1975-1998 роках село належало до Седлецького воєводства.

## Демографія
Демографічна структура станом на 31 березня 2011 року:
|          | Загалом | Допрацездатний вік | Працездатний вік | Постпрацездатний вік |
| -------- | ------- | ------------------ | ---------------- | -------------------- |
| Чоловіки | 119     | 16                 | 73               | 30                   |
| Жінки    | 108     | 12                 | 57               | 39                   |
| Разом    | 227     | 28                 | 130              | 69                   |